# Megacriodes itzingeri
Megacriodes itzingeri är en skalbaggsart som beskrevs av Stefan von Breuning 1942. Megacriodes itzingeri ingår i släktet Megacriodes och familjen långhorningar. Inga underarter finns listade i Catalogue of Life.